# Su’ud ibn Najif
Su’ud ibn Najif ibn Abd al-Aziz Al Su’ud (ur. 1956) – książę saudyjski, przedsiębiorca, dyplomata.
Jest synem następcy tronu Arabii Saudyjskiej Najifa ibn Abd al-Aziz Al Su’uda i wnukiem pierwszego króla tego kraju Abd al-Aziza ibn Su’uda. Matką księcia Su’uda jest druga żona Najifa – Al-Dżauhara bint Abd al-Aziz ibn Musa’id ibn Dżalawi.
W latach 1993–2003 pełnił funkcję zastępcy gubernatora Prowincji Wschodniej. Od 2003 do 2011 był ambasadorem Arabii Saudyjskiej w Hiszpanii. W latach 2011–2013 zajmował stanowisko szefa dworu następcy tronu. Od 2013 jest gubernatorem Prowincji Wschodniej.
Ożenił się z dwiema kobietami, które urodziły mu łącznie pięcioro dzieci (dwóch synów, w tym księcia Abda al-Aziza, i trzy córki).